# Ann Lislegaard
Ann Lislegaard, född 1962 i Tønsberg, är en norsk konstnär.
Lislegaard studerade vid Det Kongelige Danske Kunstakademi i Köpenhamn och har därefter varit bosatt där och representerade Danmark vid Venedigbiennalen 2005. Hon ägnar sig främst åt digitala 3D-animationer. Left Hand of Darkness (2008) är en animerat videoprojektion inspirerad av Ursula K. Le Guins science fiction-roman Mörkrets vänstra hand från 1969. I Lislegaards verk ses virvlar av föremål blandas med lager på lager av text och anatomiska teckningar av könsorgan.